# Puyuma

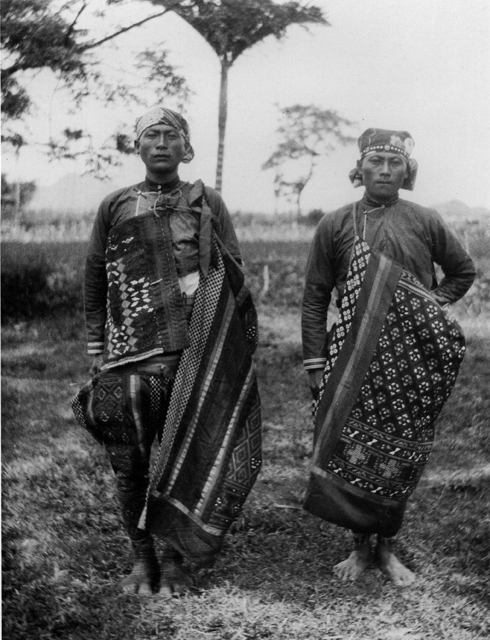
Zwei Puyuma (1897)

Die Puyuma (chinesisch: 卑南族; pinyin: Bēinán-zú; taiwanisch: Puyuma-cho̍k, Pi-lâm-cho̍k) sind eines der 16 offiziell anerkannten Ureinwohnervölker Taiwans. Nach amtlichen Statistiken betrug die Zahl der Puyuma im Juli 2024 15.610 Menschen. Heutzutage leben die Puyuma überwiegend im Landkreis Taitung in Osttaiwan, weitere leben über viele Städte verteilt. Die Sozialordnung der Puyuma ist durch Matrilinearität (Mütterlinie oder Mutterfolge) beherrscht. Zur Zeit der japanischen Kolonialherrschaft über Taiwan wurden die Puyuma den Paiwan zugeordnet.

## Tradition

### Herkunftslegende
Nach der traditionellen Überlieferung lebten die Puyuma ursprünglich auf einer Insel, aber aufgrund einer starken Überschwemmung wurde die Insel überflutet. Gleichzeitig verdunkelten sich Himmel und Erde. Die überlebenden Puyuma waren nur fünf Personen, die alle Geschwister waren. Sie fuhren mit einem kleinen Boot nach Taiwan. Aber wegen der Dunkelheit brauchten sie Licht. Deshalb verwandelten sich zwei Geschwister zu Sonne und Mond. Die übrigen drei wurden die Vorfahren der Puyuma.
Ursprünglich teilten sich die Puyuma in zwei Gruppen: Diejenigen, die aus Bambus geboren sein sollen (Puyuma) und diejenigen, die aus Stein geboren sein sollen (Katratripul).

### Sprache
Die Sprache der Puyuma gehört zu den Formosa-Sprachen, einer Untergruppe der austronesischen Sprachen. Die Puyuma bilden verschiedene Gruppen. Jede Sprache jeder Gruppe ist etwas verschieden. Allgemein werden zwei große Gruppen unterschieden:
- Die Sprache der Katratripul steht der Sprache der Rukai und der Paiwan nahe, deshalb ist die Kultur von diesen beiden indigenen Völkern deutlich beeinflusst.
- Die Sprache der zweiten Gruppe der Puyuma ähnelt der der Amis. Obwohl die Puyuma zuerst von der japanischen Kolonialmacht regiert und danach von den Han-Chinesen beeinflusst worden sind, verloren sie nicht ihre Sprache und bewahrten ihre eigene Kultur.[3]

### Kleidung
Die Kleidung der Puyuma teilt sich in viele unterschiedliche Arten auf. Die Puyuma tragen verschiedene Kleidung, um Geschlecht, Feste oder Alter zu kennzeichnen. So ist zum Beispiel ist die Kleidung der Männer blau, schwarz und weiß und zu diesen Hauptfarben werden bunte Wickelgamaschen getragen. Die Kleidung der alten Männer besteht aus rötlichen ärmellosen Kleidungsstücken, die mit Rautenformen verziert sind. Die weiblichen Puyuma tragen schwarze und weiße Oberbekleidung, wobei die Oberteile mit feinen Rautenstickereien und die Röcke mit Blumen verziert sind. Die Schamaninnen tragen einen speziellen Schmuck auf den Schultern.
Die Puyuma tragen gerne Blumenkränze auf dem Kopf. Wenn ein Fest, z. B. eine Hochzeit stattfindet, tragen die Puyuma Blumenkränze auf dem Kopf, um ihrer Würde Ausdruck zu verleihen. Bereits vor dem Fest tragen Männer und Frauen Blumenkränze und bereiten ebenso Blumenkränze für die alten Leute vor, um den alten Leuten ihren Respekt zu erweisen.

### Feste

#### Vasivas - Fest des Affen
Vasivas ist ein wichtiger Schritt im Leben der jungen Männer, um als Erwachsener zu gelten. Das Fest besteht aus zwei besonderen Zeremonien. Während dieser Zeremonien tötet man einen Affen und muss ihn dann bewegen. Heutzutage wird dieser Brauch nur mit Affenimitationen aus Strohpuppen durchgeführt. Zwei Weise helfen dem jungen Mann, mögliche Übel zu vertreiben, und bestärken seinen Mut. Außerdem gibt es noch eine andere Bedeutung, nämlich die, dass der Junge dadurch trainiert wird, zu folgen und zu teilen. Er erfährt dadurch auch, die alten Leute zu respektieren.

#### Fest des Meeres
Im Juli gibt es für die Puyuma ein besonderes Fest: Das Fest des Meeres. In der Legende lernten die Puyuma wegen der Hilfe des „Großen Wales“, die Hirse auszusäen. Deshalb organisieren die Puyuma jedes Jahr dieses Fest, um dem „Großen Wal“ zu danken. Wenn das Fest stattfindet, geht man zum Strand. Der Schamane predigt zuerst in Richtung der Insel Lan Yu. Danach werfen die Teilnehmer des Festes ebenfalls in Richtung der Insel Lan Yu ihre Opfergaben (Hirseschnaps und gekochte Hirse) ins Meer. Auf diese Weise drücken die Puyuma ihren Dank für die Ernte aus.

### Tabus

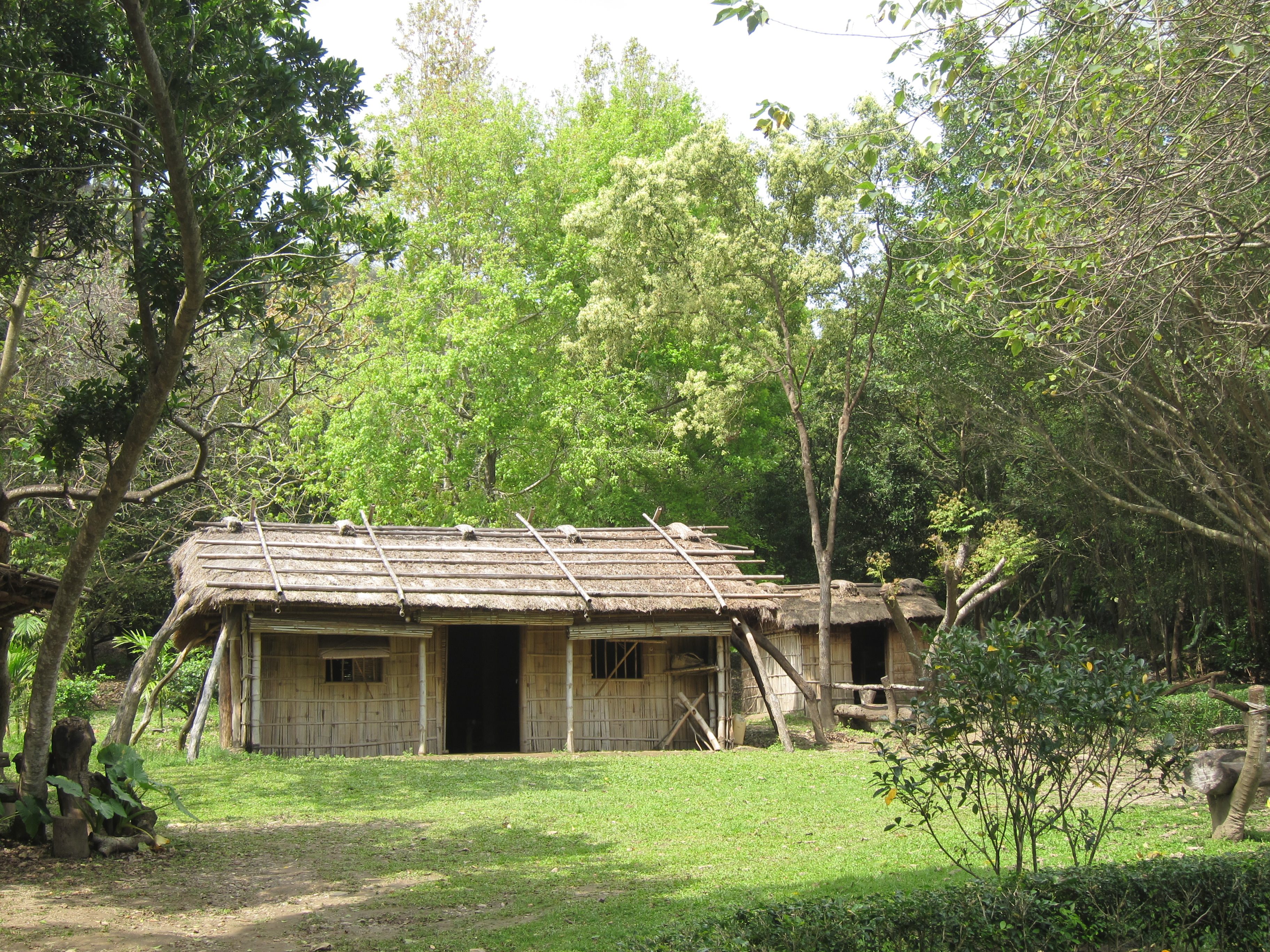
Traditionelles Haus der Puyuma

Wenn die Puyuma bedeutende Opfer im Stamm ausführten, mussten sich alle an bestimmte Tabus halten. Besonders war das Opfer der Jagd. Die Frauen und die Mädchen durften nicht an diesem Opfer teilnehmen. Denn die Puyuma meinten, dass auf diese Weise das Selbstbewusstsein der Männer und der Respekt vor ihnen gestärkt werden würde. Oder schlimmer, dass die Götter und die Geister der Vorfahren sich herausgefordert fühlen könnten.
Im Alltagsleben musste das Feuer im Haus immer abbrennen. Wenn ein Opfer durchgeführt wurde oder es einen Unfall gab, durfte man das Feuer nicht ausmachen. Man konnte auch nicht mit einem Kranken ein gemeinsames Feuer benutzen. Überdies aß man im Haus keinen Fisch und keine Schalentiere, und während der Zeit des Opfers aß man überhaupt keinen Fisch.
Heutzutage haben alle diese Tabus fast keine Bedeutung mehr im Alltagsleben, aber während der Zeit des Opfers hält man sich noch streng an einige.

### Traditioneller Glaube und Christianisierung
Die Puyuma verehrten ihre Vorfahren als Götter und glaubten, dass die Geister der Vorfahren ihre Nachkommenschaft beschützten und segneten. In ihrem traditionellen Glauben verehrten die Puyuma auch Götter der Natur und der Hexerei. Nach dem Zweiten Weltkrieg wurde dieses indigene Volk, wie auch andere auf der Insel, missioniert. Deshalb verschmolz der Glaube der Puyuma mit dem Christentum. Heutzutage gibt es viele Anhänger des Protestantismus und des Katholizismus.

### Bräuche
In der alten Zeit war es ein Brauch, dass die Puyuma ihre Zähne schwarz färbten. Für die Männer war das Auszupfen der Augenbrauen oder das Rasieren ein Symbol, dass sie mündig und ledig waren. Im Gegenteil zu den Männern durften die Mädchen dies nicht machen. Es war auch populär, dass die Puyuma sich tätowierten. Dieser ursprünglich als schön angesehene Brauch änderte sich dann allmählich. Aufgrund der Tätowierung konnten Vertreter des Adels vom normalen Volk unterschieden werden. Dieser Brauch der Tätowierungen existiert heute jedoch nicht mehr.